# العلاقات الروسية السيشلية
العلاقات الروسية السيشلية هي العلاقات الثنائية التي تجمع بين روسيا وسيشل.

## مقارنة بين البلدين
هذه مقارنة عامة ومرجعية للدولتين:
| وجه المقارنة                                              | روسيا                                   | سيشل                                                |
| --------------------------------------------------------- | --------------------------------------- | --------------------------------------------------- |
| المساحة (كم2)                                             | 17.08 مليون                             | 459                                                 |
| عدد السكان (نسمة)                                         | 146.80 مليون                            | 95.84 ألف                                           |
| الكثافة السكانية (ن./كم²)                                 | 8.59                                    | 20.88 ألف                                           |
| العاصمة                                                   | موسكو                                   | فيكتوريا                                            |
| اللغة الرسمية                                             | اللغة الروسية                           | لغة فرنسية، لغة إنجليزية، اللغة الكريولية السيشيلية |
| العملة                                                    | روبل روسي                               | روبية سيشلية                                        |
| الناتج المحلي الإجمالي (بليون دولار)                      | 1.58 تريليون                            | 1.49 مليار                                          |
| الناتج المحلي الإجمالي (تعادل القوة الشرائية) بليون دولار | 3.69 تريليون                            | 2.54 مليار                                          |
| الناتج المحلي الإجمالي الاسمي للفرد دولار أمريكي          | 9.09 ألف                                | 15.48 ألف                                           |
| الناتج المحلي الإجمالي للفرد دولار أمريكي                 |                                         | 26.42 ألف                                           |
| مؤشر التنمية البشرية                                      | 0.798                                   | 0.772                                               |
| رمز المكالمات الدولي                                      | +7                                      | +248                                                |
| رمز الإنترنت                                              | .ru، .рф، .рус ‏، .su                    | .sc                                                 |
| المنطقة الزمنية                                           | Magadan Time ‏، ت ع م+02:00، ت ع م+12:00 | ت ع م+04:00                                         |

## منظمات دولية مشتركة
يشترك البلدان في عضوية مجموعة من المنظمات الدولية، منها:
| علم المنظمة | اسم المنظمة                        | تاريخ انضمام روسيا | تاريخ انضمام سيشل |
| ----------- | ---------------------------------- | ------------------ | ----------------- |
|             | مؤسسة التمويل الدولية              | 12 أبريل 1993      | 11 يونيو 1981     |
|             | منظمة حظر الأسلحة الكيميائية       | ?                  | 29 أبريل 1997     |
|             | الأمم المتحدة                      | 24 أكتوبر 1945     | 21 سبتمبر 1976    |
|             | الاتحاد الدولي للاتصالات           | 1866               | 17 سبتمبر 1999    |
|             | منظمة الشرطة الجنائية الدولية      | 27 سبتمبر 1990     | 1 سبتمبر 1977     |
|             | البنك الدولي للإنشاء والتعمير      | 16 يونيو 1992      | 29 سبتمبر 1980    |
|             | الاتحاد البريدي العالمي            | ?                  | ?                 |
|             | وكالة ضمان الاستثمار متعدد الأطراف | 29 ديسمبر 1992     | 15 سبتمبر 1992    |
|             | يونسكو                             | 21 أبريل 1954      | 18 أكتوبر 1976    |
|             | الفريق المعني برصد الأرض           | ?                  | ?                 |

## وصلات خارجية
- موقع وزارة الخارجية الروسية